# Mohamed Ben Rehaiem
  Mohamed Ben Rehaiem  (àrab: حمادي العقربي)  (Sfax, 20 de març de 1951 - Sfax, 21 d'agost de 2020) fou un futbolista tunisià de la dècada de 1970.
Fou internacional amb la selecció de Tunísia amb la qual participà en la Copa del Món de futbol de 1978.
Pel que fa a clubs, destacà a CS Sfaxien.